# Mario Gamba

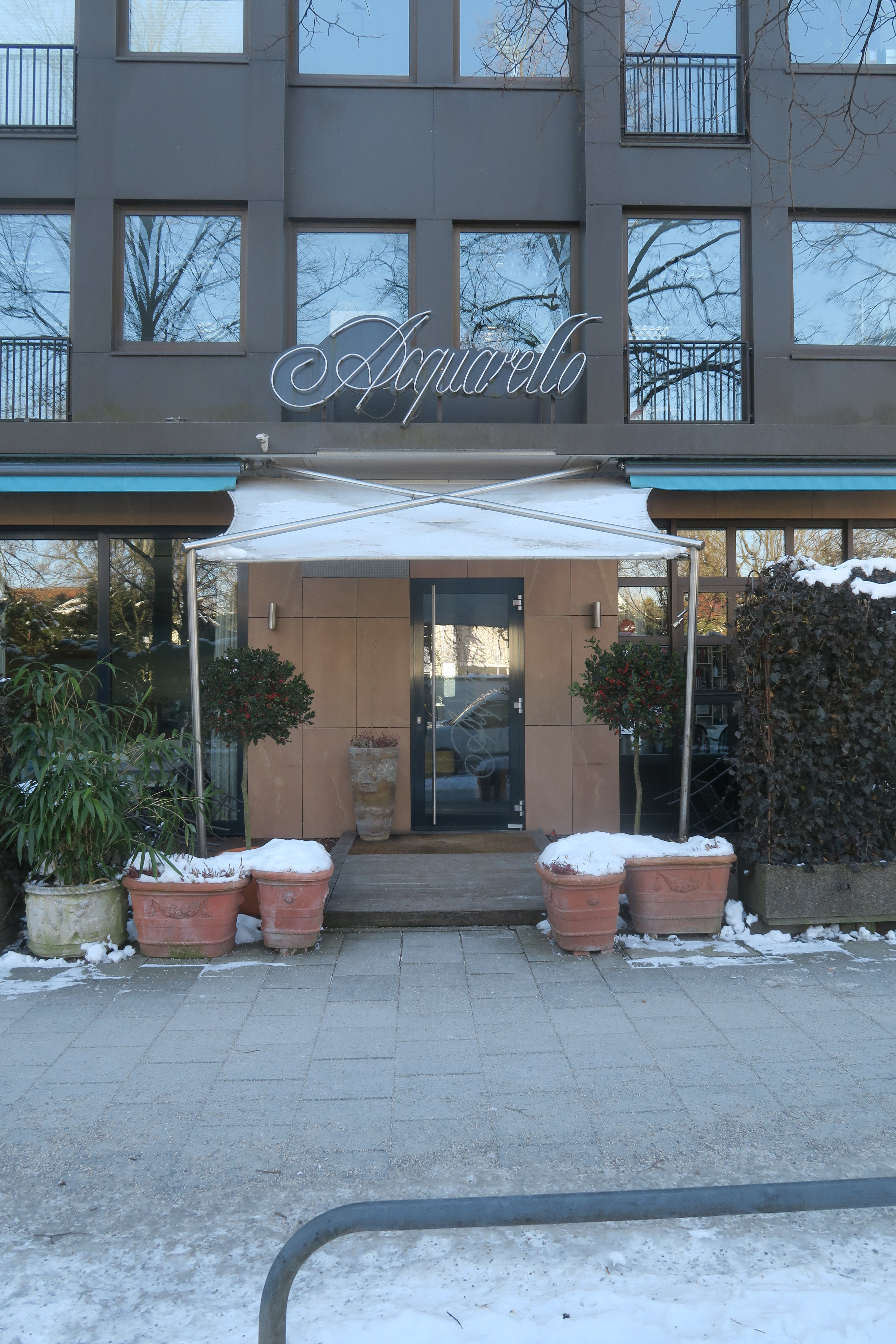
Restaurant Acquarello

Mario-Enzo Gamba (* 8. Oktober 1955 in Bergamo) ist ein italienischer Koch.

## Werdegang
Gamba entstammt einer Gastronomen-Familie. 1975 absolvierte er die Ausbildung als Dolmetscher für Spanisch und Französisch. In diesem Beruf arbeitete er ein Jahr für ein Architekturbüro in Bergamo. Dann wechselte er als Autodidakt zum Kochen, heuerte bei Alain Chapel (drei Michelin-Sterne) an, dann im Hotel Palace in St. Moritz.
In den 1980ern kochte er im Tantris bei Heinz Winkler (drei Michelin-Sterne). 1986 eröffnete er Winklers Zweitrestaurant Tristan in Puerto Portals auf Mallorca und leitete es als Winklers "Außenminister". Danach kochte er kurz bei Gualtiero Marchesi in Mailand.
1994 machte er sich mit dem Restaurant Acquarello in München selbstständig. Das Restaurant wurde von 2000 bis 2025 mit einem Michelin-Stern ausgezeichnet, bis 2007 unter Chefkoch Waldemar Gollan.
Ab Oktober 2017 führte er für ein Jahr zusätzlich das Locanda Gamba in der Eataly-Filiale in der Münchner Schrannenhalle  am Viktualienmarkt, wo es einfache italienische Gerichte gab.

## Privates
Gamba hat drei Kinder. Sein Sohn Massimiliano führt das Restaurant.

## Publikationen
- Cucina del Sole. Collection Rolf Heyne 2005, ISBN 3-89910-216-9.
- Pasta! Collection Rolf Heyne 2007, ISBN 978-3899103540.
- Die neue Cucina del Sole. Collection Rolf Heyne 2009, ISBN 978-3899104349.
- Capri. Mare 2016, ISBN 978-3000541322.

## Auszeichnungen
- 1995: 16 Punkte und Restaurateur des Jahres von Gault Millau

- 1999: Aufsteiger des Jahres und 17 Punkte von Gault Millau
- 2000: Ein Michelin-Stern für sein Restaurant Acquarello
- 2013: Bester Italiener Deutschlands von Der Feinschmecker[11]
- 2015: Falanghina del Sannio Chef Award[1]

- 2023: Bestes italienisches Restaurant in Deutschland für das Acquarello, zwölftbestes italienisches Restaurant der Welt, 50 Top Italy[12]